# Guy Butler
Guy Montagu Butler, angleški atlet, * 25. avgust 1899, Harrow, Middlesex, Anglija, Združeno kraljestvo, † 22. februar 1981, St Neots, Huntingdonshire, Anglija.
Butler je nastopil na treh poletnih olimpijskih iger, v letih 1920 v Antwerpu in 1924 v Parizu, ko je tekmoval v teku na 400 metrov in štafeti 4X400 metrov, ter leta 1928 v Amsterdamu, ko je tekmoval v teku na 200 metrov. Na igrah leta 1920 je osvojil zlato medaljo v štafeti 4X400 metrov in srebrno v teku na 400 metrov, na igrah leta 1924 je v obeh disciplinah osvojil srebrno medaljo, na igrah leta 1928 pa je v teku na 200 metrov izpadel v četrtfinalu.